# باسيل سبالدينغ دي جرمينديا
باسيل سبالدينغ دي جرمينديا (بالإنجليزية: Basil Spalding de Garmendia)‏ مواليد 28 فبراير 1860 في بالتيمور - الوفاة 9 نوفمبر 1932 في فرنسا، كان لاعب كرة مضرب أمريكي. سبق أن شارك في دورة الألعاب الأولمبية الصيفية.

## الميداليات
| الميدالية | المسابقة                       |
| --------- | ------------------------------ |
| فضية      | الألعاب الأولمبية الصيفية 1900 |

## روابط خارجية
- باسيل سبالدينغ دي جرمينديا على موقع رابطة محترفي التنس (الإنجليزية)
- باسيل سبالدينغ دي جرمينديا على موقع الاتحاد الدولي لكرة المضرب (الإنجليزية)
- باسيل سبالدينغ دي جرمينديا على موقع أوليمبيديا (الإنجليزية)